# 宮崎市立赤江中学校
宮崎市立赤江中学校（みやざきしりつ あかえちゅうがっこう）は、宮崎県宮崎市月見ヶ丘一丁目にある公立中学校。
宮崎空港に近いため常に航空機騒音に悩まされる。騒音を防ぐためには窓を全部閉め切らなければならず、夏は高温にさらされることから冷房を早期から整備している。

## 沿革
- 1947年5月8日 - 赤江青年学校を仮校舎として開校する。
- 1954年2月8日 - 校旗と校歌が制定される。
- 1957年4月1日 - ひまわり学園を特別学級として併設する。
- 1959年9月1日 - 宮崎県立整肢学園内に特殊学級を設置する。(1966年に分校に昇格)
- 1964年9月9日 - プールが竣工する。
- 1972年4月1日 - 県立整肢学園分校を県立延岡養護学校に移管する。(1987年に清武養護学校として独立)
- 1972年4月1日 - 赤江療養所特殊学級を赤江療養所分校として併設
- 1976年4月1日 - 赤江療養所分校を県立赤江養護学校に移管する。
- 1978年4月1日 - ひまわり学園分校を県立宮崎南養護学校に移管する
- 1979年4月1日 - 本郷中学校を分離する
- 1989年4月1日 - 赤江東中学校を分離する
- 1995年4月10日 - 学校給食が開始される。

## 概要
- 生徒数 462名
- 学級数 13 (通常学級13 支援学級1)
- 職員数 38名

（2014年3月16日現在）

## 学区
- 赤江小学校通学区域の一部
- 恒久小学校通学区域の一部
- 宮崎南小学校通学区域の一部

## 交通
- 宮崎交通バス「赤江中前」下車

## 部活動など
- 軟式野球部
- サッカー部
- 男子バレーボール部
- 女子バレーボール部

- 男子バスケットボール部
- 女子バスケットボール部
- 男子ソフトテニス部
- 女子ソフトテニス部

- 陸上競技部

- 女子新体操

- 弓道部
- 吹奏楽部
- 美術部

## 生徒会活動
- 生徒会スローガン　心のふれあい日本一出会いの数だけつながる心
- 第64代生徒会スローガン　飛躍
- 第65代生徒会スローガン　ONE
- 第66第生徒会スローガン　革新
- 第67代生徒会スローガン　超克

## 主な出身者
- 日野誠 - お笑い芸人
- 釘崎康臣 - サッカー選手
- 信樂晃史 - 元プロ野球選手
- GO☆マキ -レゲエシンガー、ダンサー、音楽プロデューサー、起業家